# Lamas de Orelhão
Lamas de Orelhão es una freguesia portuguesa del municipio de Mirandela, con 19,39 km² de superficie y 462 habitantes (2001). Su densidad de población es de 23,8 hab/km².